# Qurnat as Sawda'
Qurnat as Sawda' är ett 3 088 meter högt berg i Libanonbergen. Det är Libanons högsta berg.
Jacobus de Voragine berättar i sin Legenda aurea att  Noa planterade ett heligt träd på Qurnat as Sawda' efter att ha överlevt syndafloden.